# Jeremias: Alma
Jeremias: Alma é um romance gráfico escrito por Rafael Calça e desenhado por Jefferson Costa, publicado em 2020 pela Panini Comics como parte do selo Graphic MSP, no qual quadrinistas brasileiros fazem releituras dos personagens clássicos de Mauricio de Sousa. É continuação direta de Jeremias: Pele.
O livro conta a história do menino Jeremias, que começa a questionar sobre quem são seus antepassados negros e o que eles teriam feito de importante. Seus pais aproveitam para falar sobre os grandes feitos de pessoas negras durante a História e sobre o racismo que faz com que a percepção seja a de que os negros não tenham tido importância no desenvolvimento histórico e cultural do Brasil e do mundo.
Algumas das figuras históricas citadas no livro são a escrava Anastácia, o advogado Luiz Gama, a engenheira Enedina Alves Marques e o jornal Clarim da Alvorada, importante veículo da imprensa negra fundado em 1924.
O livro foi editado por Sidney Gusman e o texto de quarta capa foi escrito pela atriz e escritora Elisa Lucinda. Foram lançadas duas versões, uma com capa dura e outra com capa cartonada.
Em 2021, Jeremias: Alma foi finalista do Prêmio Jabuti de melhor história em quadrinhos e ganhou o Troféu HQ Mix de melhor publicação juvenil. No ano seguinte, ganhou o Prêmio Angelo Agostini de melhor publicação infantil.